# Cyrestis thyone
Cyrestis thyone är en fjärilsart som beskrevs av Jean Baptiste Godart 1823. Cyrestis thyone ingår i släktet Cyrestis och familjen praktfjärilar. Inga underarter finns listade i Catalogue of Life.